# Gottfried Albrecht Germann

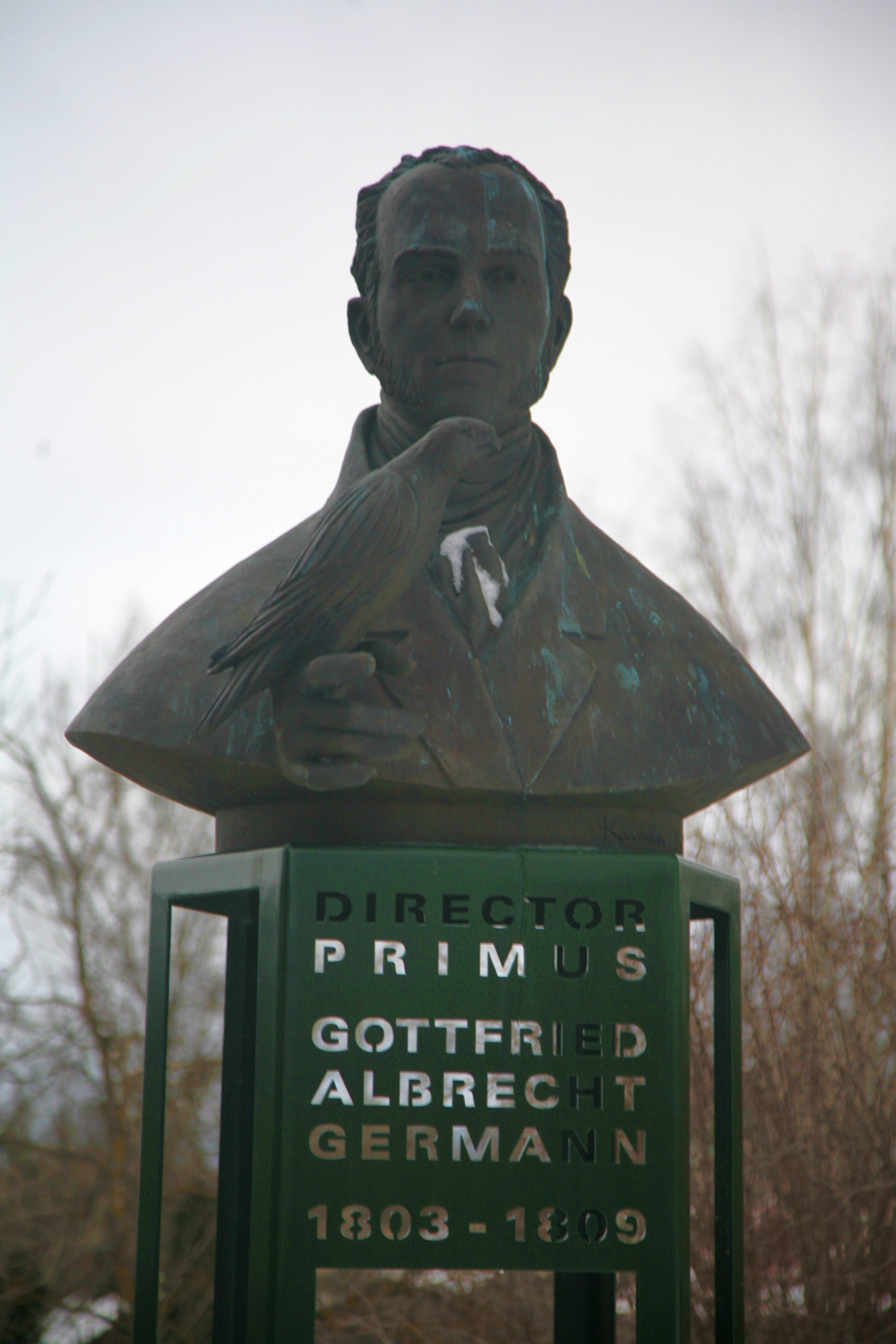
Gottfried Albrecht Germann

Gottfried Albrecht Germann (* 8. Dezemberjul. / 19. Dezember 1773greg. in Riga; † 16. Novemberjul. / 28. November 1809greg. in Dorpat) war ein deutschbaltischer Botaniker.

## Leben
Gottfried Albrecht Germann studierte ab 1792 Medizin und Naturwissenschaft an der Universität Jena. Hier gründete er 1793 mit August Batsch die Jenaer Naturforschergesellschaft. Ab 1796 studierte er an der Universität Kiel Botanik.
Anschließend praktizierte er als Arzt.
Ab 1802 war er Professor der Naturgeschichte an der Kaiserlichen Universität Dorpat. Germann gründete 1803 in Dorpat den Botanischen Garten. 1811 wurde Carl Friedrich Ledebour sein Nachfolger.

## Ehrungen
Am 8. August 1806 wurde Gottfried Albert Germann mit dem Beinamen Xenophanes II. zum Mitglied (Matrikel-Nr. 1036) der Deutschen Akademie der Naturforscher Leopoldina gewählt.

## Schriften und Werke
- Reise durch Estland, vorzüglich botanischen Inhalts, im Sommer 1803 unternommen von dem Herrn Professor Germann in Dorpat. In: Hoppe, D. H. (Red.), Neues botanisches Taschenbuch für die Anfänger dieser Wissenschaft und der Apothekerkunst auf das Jahr 1805. J. E. Monath und J. F. Russer, Nürnberg und Adorf, S. 57–105.
- Beschreibung einer neuen Art der Gattung Valeriana pubescens Herm. Regensb. Bot. Zeit., 23 (1805), S. 359–361.
- Verzeichniss der Pflanzen des botanischen Gartens der kaiserlichen Universität zu Dorpat, im Jahr 1807. M. G. Grenzius, Dorpat.